# Muricy
Muricy fue una cadena de tiendas departamentales de origen brasileño fundada en 1976 y disuelta en 1998. En Chile tuvo operaciones entre 1981 y 1990.

## Historia

### Brasil
La empresa fue fundada por Arthur Lundgren Tecidos S.A. en Brasil el 27 de enero de 1976, abriendo su primera tienda en Curitiba el 9 de abril de ese mismo año, la cual contaba con cinco plantas (tres de 1500 m² y dos de 1000 m²) y fue considerada la tienda departamental más moderna del país, al ser construida específicamente para dicho fin. Entre las novedades que introdujo la tienda fue la exhibición y demostración de los productos a la venta, y el sistema de créditos a plazos.
Hacia 1990 Muricy poseía tiendas en Curitiba, Campinas (inaugurada en octubre de 1979), São José dos Campos (dentro del centro comercial CenterVale Shopping, inaugurado el 27 de mayo de 1987) y Ribeirão Preto (abierta en octubre de 1987). Actualmente los locales brasileños de Muricy forman parte de la cadena Pernambucanas, también perteneciente a Arthur Lundgren Tecidos, los cuales fueron reconvertidos bajo su actual nombre en octubre de 1998.

### Chile
En Chile se constituyó bajo el nombre «Sociedad Comercial Muricy Limitada» el 12 de febrero de 1981, cambiando su nombre a «Sociedad Comercial de Tiendas Limitada» el 7 de julio de 1983. La empresa tuvo locales en el Mall Parque Arauco (inaugurado el 1 de abril de 1982, siendo una de sus primeras tiendas ancla junto con Gala-Sears) y el Mall Plaza Vespucio (inaugurado el 24 de agosto de 1990). En 1984 fue creada «Multicréditos T.C.P. Ltda.», destinada a gestionar el sistema de tarjetas de crédito de la tienda.
Las operaciones chilenas de Muricy finalizaron el 29 de diciembre de 1990, cuando la empresa se declaró en quiebra y cerró sorpresivamente sus dos tiendas, cesando sus actividades formalmente el 10 de enero de 1991. Almacenes París adquirió los locales que poseía en los dos centros comerciales santiaguinos y los reinauguró bajo su marca el 11 de mayo de 1991. «Sociedad Comercial de Tiendas Limitada» ha continuado operando bajo el alero de Cencosud como una sociedad anónima cerrada destinada a prestar servicios de alquiler y administración de bienes inmuebles con instalaciones.